# Eritrea (nave appoggio)
La Eritrea fu una nave della Regia Marina entrata in servizio nel giugno 1937. Impiegata in funzioni di unità di presidio coloniale, prese parte alla Seconda guerra mondiale operando principalmente nel teatro bellico dell'oceano Indiano.
Dopo la guerra, per effetto delle disposizioni del trattato di pace, fu ceduta alla Francia entrando in servizio nella Marine nationale con il nome di Francis Garnier, partecipando quindi agli eventi della Guerra d'Indocina. Radiata dal servizio nel 1966, la nave fu impiegata come bersaglio per un test nucleare affondando lo stesso anno.

## Caratteristiche
La costruzione dell'unità, progettata nel 1934 dal Maggiore Generale del Genio Navale Icilio d’Esposito per il servizio nei climi caldi delle colonie, avvenne negli stabilimenti della Navalmeccanica di Castellammare di Stabia dove lo scafo venne impostato il 25 luglio 1935. Varata il 20 settembre 1936, la nave, consegnata alla Regia Marina il 10 febbraio 1937 entrò in servizio il 28 giugno successivo.
La propulsione era costituita da due motori diesel da 7.800 cavalli, accoppiati sugli stessi assi a due motori elettrici alimentati da due gruppi diesel-dinamo dalla potenza totale di 1.300 cavalli, che consentivano con il funzionamento contemporaneo dei due sistemi una velocità massima di 20 nodi e 18 nodi con la sola propulsione diesel. L'autonomia con la propulsione diesel era di 6.950 miglia a 12 nodi. La nave, classificata inizialmente incrociatore e successivamente nave appoggio, era dotata di un armamento bellico multiruolo ed attrezzata per essere in grado di assolvere funzioni di Avviso-Scorta, per l'appoggio ai sommergibili e adatta per la posa delle mine. L'armamento era costituito da 4 cannoni da 120 mm in due torrette binate, parzialmente scudate, una prodiera e una poppiera, da 2 cannoncini semiautomatici da 40mm antiaerei e da due mitragliere da 13,2 mm antiaeree. L'equipaggio della nave era formato da 13 ufficiali e 221 marinai.

## Servizio nella Regia Marina
Appena entrata in servizio la nave svolse sua prima missione durante la Guerra civile spagnola nel giugno del 1937, inviata nel Mediterraneo occidentale. Sul finire dell'anno, venne destinata a Pola.
All'inizio del 1938 venne destinata al porto di Massaua, nel Mar Rosso, presso il Comando Navale dell'Africa Orientale Italiana, in appoggio ai sommergibili della base, rimanendovi fino al 18 febbraio 1941 quando, con la caduta dell'Eritrea in mani britanniche, Supermarina diede l'ordine di raggiungere l'Estremo Oriente forzando il blocco inglese.
La notte del 19 febbraio 1941, al Comando del capitano di Fregata Marino Iannucci, in tutta segretezza, lasciò Massaua con l'ordine di forzare il blocco navale anglo-francese e raggiungere l'alleato Giappone.

### Il viaggio in Estremo Oriente
L'unità, al comando del capitano di Fregata Marino Iannucci, lasciata Massaua la sera seguente superò agevolmente lo stretto di Bab el-Mandeb, sfuggendo alla ricognizione aerea inglese di base ad Aden. Il 22 quando la nave si trovava a circa 250 miglia dalla costa somala venne avvistata un'unità sconosciuta, presumibilmente un incrociatore ausiliario inglese che, dopo avere a sua volta avvistato l'Eritrea, effettuò un'improvvisa manovra di allontanamento, dando la chiara impressione di volere evitare lo scontro. Tuttavia, alle 19,23 del giorno successivo le vedette dell'Eritrea avvistano, al largo dell'isola di Socotra, un'altra unità inglese. Il comandante Iannucci per sganciarsi dall'unità inglese, accostò a dritta verso sud, azionando i fumogeni che in pochi minuti avvolsero completamente l'Eritrea. La nave inglese anziché aprire il fuoco cercò di aggirare la cortina per riprendere successivamente il contatto, ma la manovra fallì in quanto l'Eritrea riuscì a dileguarsi nella notte.
Insieme all'Eritrea da Massaua erano partite altre due navi, la RAMB I, affondata il 27 febbraio dall'incrociatore neozelandese HMNZS Leander, e la RAMB II. Per la riuscita della missione dell'Eritrea e della RAMB superstite era necessaria la collaborazione giapponese e la disponibilità a cooperare da parte del Giappone legato all'Italia dal Patto tripartito era quasi certa. Tuttavia tra il febbraio e il marzo 1941, il governo di Tokyo decise di fare un passo indietro, costringendo la Regia Marina a modificare alcuni dettagli dell'operazione. Come concordato con i giapponesi le unità italiane, durante la traversata, dovevano astenersi da qualsiasi azione corsara nei confronti di isolati piroscafi britannici; in caso contrario, Tokyo minacciava di rifiutare qualsiasi collaborazione. Questo poiché il Giappone non voleva inimicarsi il Regno Unito e gli Stati Uniti, vista anche la presenza nell'Oceano Indiano di navi corsare tedesche che già da tempo si appoggiavano, più o meno segretamente, a basi giapponesi del Pacifico. Anche i comandi della Kriegsmarine avevano mostrato la loro preoccupazione che navi corsare italiane interferissero in acque battute dalle proprie navi corsare e invitarono i comandi della Regia Marina a far desistere le proprie unità di compiere qualsiasi azione corsara durante il trasferimento, un invito che il Comando della Regia Marina, fortemente dipendente dai tedeschi per le forniture di nafta, non poteva ignorare, per cui alle due navi che erano impegnate nella missione di trasferimento l'11 marzo venne dato da Supermarina l'ordine di astenersi da qualsiasi azione corsara.
Proseguendo il viaggio, dovendo poi obbligatoriamente transitare nelle acque della Malaysia attraverso lo Stretto di Malacca per passare dall'Oceano Indiano al Pacifico, per sfuggire alla caccia di unità nemiche l'equipaggio ricorse al camuffamento della nave rendendola quasi completamente somigliante al Pedro Nunez un avviso-scorta portoghese che somigliava parecchio all'Eritrea. Il Portogallo possedeva la metà orientale dell'Isola di Timor (mentre quella occidentale era sotto dominio olandese) e come nazione non belligerante poteva inviare in quelle acque qualsiasi nave militare senza che la Royal Navy se ne preoccupasse più di tanto.
Il 14 marzo, passando lungo il canale tra Timor e l'isola di Alor entrando nel Mar di Banda l'Eritrea dopo aver doppiato la costa occidentale dell'isola di Buru entrò finalmente nell'Oceano Pacifico puntando verso nord-est. Dopo aver lasciato alla propria destra il 16 marzo le Yap, un gruppo di isole delle Caroline l'Eritrea raggiunse il 18 marzo una zona sotto il controllo della Marina imperiale giapponese, approdando pochi giorni dopo a Kōbe riuscendo così ad arrivare indenne in Giappone. Ad accogliere e a festeggiare l'Eritrea e il suo equipaggio fu solamente una piccola e discreta delegazione diplomatica e militare italiana su un molo. La conclusione dell'epica missione dell'Eritrea non doveva suscitare infatti troppo clamore.
In Giappone la nave venne sottoposta nei cantieri navali Mitsubishi a dei lavori di cui aveva assoluto bisogno, trasferendosi successivamente a Shanghai alle dipendenze del Comando Navale dell'Estremo Oriente fino a giugno del 1943 quando, su ordine di Supermarina, l'unità venne dislocata a Singapore per fornire il supporto logistico ai sommergibili italiani che operavano tra Bordeaux e Singapore. Nel luglio 1943 la nave si trasferì prima a Penang, base dei sommergibili tedeschi e poi a Sebang, sede del comando sommergibili della Kriegsmarine.

### Armistizio
Il 9 settembre 1943 l'equipaggio della nave, che era in navigazione nello Stretto di Malacca apprese via radio della firma dell'armistizio. L'Eritrea, sempre al comando di Marino Iannucci riuscì a fuggire nuovamente sfuggendo questa volta al blocco navale della Marina Imperiale Giapponese, che proprio in quelle acque aveva dislocato unità di
superficie e sommergibili e riuscendo ad eludere la caccia germanica, il successivo 14 settembre raggiunse Colombo, nell'isola di Ceylon consegnandosi alle autorità marittime britanniche. Il Comandante Jannucci, giocando d'astuzia, anziché costeggiare il Golfo del Bengala, che era una scelta quasi obbligata per una nave di scarsa velocità come l'Eritrea e per di più con un apparato di propulsione in una condizione di efficienza precaria, scelse la più rischiosa rotta diretta per raggiungere l'isola di Ceylon.
Durante la cobelligeranza l'attività operativa dell'unità fu intensa. In un primo momento l'Eritrea venne utilizzata per il supporto ai sommergibili alleati, alternando la sua presenza tra Colombo e Trincomalee. Successivamente dopo essere stata richiamata in Italia l'11 settembre 1944, giungendo a Taranto il successivo 23 ottobre, dopo meno di sei mesi di sosta la nave riprese il mare, per trasferirsi, nuovamente, in Estremo Oriente, proseguendo la collaborazione con le Forze Navali alleate. durante la sosta a Taranto l'unità trascorse due mesi in Arsenale, dove le armi ed i macchinari vennero accuratamente revisionati, prima di riprendere il mare il 12 aprile 1945 al comando del Capitano di Fregata Ugo Giudice. Nella sua nuova avventura in Estremo Oriente l'Eritrea svolse sia il ruolo usuale di appoggio
sommergibili che quello di scorta alle navi militari e mercantili alleate. Durante il trasferimento la nave fece delle soste logistiche ad
Alessandria d'Egitto ed Aden giungendo a Colombo il successivo 3 maggio. Al termine della guerra contro il Giappone la nave continuò la sua attività svolgendo varie missioni fra Singapore, Batavia, Penang e Colombo rientrando a Taranto nel febbraio 1946 e ripartire il successivo 1º aprile sempre per l'estremo oriente, questa volta con il compito di recuperare gli internati italiani nei campi di concentramento asiatici. Al termine della missione, in cui la nave si spinse sino ad Hong Kong e Shanghai, l'Eritrea fece ritorno in Italia restando a Taranto fino a gennaio 1948 per essere ceduta alla Francia in conto riparazione danni di guerra in ottemperanza alle clausole del trattato di pace. La campana della nave Eritrea è tuttora conservata presso il Museo Storico Navale di Venezia,

## Servizio nella Marine nationale
La nave, con la sigla E1 ed armata con personale della Marina mercantile, il 28 gennaio 1948 passò ufficialmente alla Marine nationale francese e il 12 febbraio 1948 venne ribattezzata Francis Garnier in onore di un esploratore ed ufficiale della Marina Militare francese nato nel 1839, che nel 1860 partecipò alla conquista della Cocincina e fu a capo di una spedizione scientifica ed esplorativa lungo il corso superiore del fiume Mekong e che, dopo aver preso parte alla Guerra franco-prussiana, morì ad Hanoi nel 1873 nel corso di un'azione contro le bande che assalivano la città.
Il Francis Garnier venne utilizzato in un primo momento come nave appoggio con la matricola A 04, successivamente venne classificato aviso ed ebbe assegnato il distintivo ottico F 730 partecipando alla Guerra d'Indocina con compiti di scorta. Sottoposto a lavori di ammodernamento dal 1951 al 1953, con la fine della dominazione francese in Indocina prese parte dal 1954 alle operazioni di evacuazione dei cittadini francesi dal Tonchino lasciando Saigon nel 1955. Dal 1956 al 1957 svolse dei lavori in un cantiere del Giappone prima di essere destinato ad operare nelle colonie francesi del Pacifico. Dal 1959 al 1960 venne sottoposto ad un nuovo ciclo di lavori alla base britannica di Diego Garcia. Destinato a Papeete nell'isola di Tahiti nella Polinesia francese, il Francis Garnier venne collocato in riserva il 1º gennaio 1966 per essere radiato il successivo 5 ottobre. Usato come bersaglio in un esperimento nucleare svolto nell'atollo di Mururoa, il Francis Garnier affondò il 29 ottobre 1966 alle 16:15 ora di Mururoa. Il relitto giace a circa 1300 metri di profondità.